# Neudorf (Saskatchewan)
Neudorf es un pueblo canadiense situado en la provincia de Saskatchewan.

## Superficie
Neudorf tiene una superficie de 1,94 km².

## Demografía
En 2021, tenía 272 habitantes, una densidad poblacional de 140,1 hab./km², y 161 viviendas.